# Concattedrale di Sant'Andrea (Veroli)
La chiesa di Sant'Andrea apostolo è il duomo di Veroli e concattedrale della diocesi di Frosinone-Veroli-Ferentino.

## Storia e descrizione
Alcune lapidi murate in chiesa attestano le antiche origini della cattedrale di Veroli: una lapide, ora al Museo del Duomo, ricorda la sepoltura nel 384 del martire Marturio, mentre altre due lapidi ne attestano l'evoluzione nei secoli IX e X. Di origini paleocristiane, edificata su resti di un tempio pagano del Foro, l'edificio fu ricostruito in stile romanico nel XIII secolo e poi, a causa del terremoto del 1350, ricostruito in stile gotico nel XIV secolo: di questo intervento quattrocentesco è rimasto solo il rosone gotico in facciata. In facciata è murata anche una lapide che ricorda gli interventi fatti eseguire dal vescovo Domenico Zauli con i quali, a partire dal 1706 fu rifatto completamente l'antico edificio in stile barocco.

## Descrizione
La facciata è scandita da un doppio ordine di paraste e divisa in due orizzontalmente da un prospiciente cornicione separato in due dal rosone gotico. La torre campanaria medievale che affianca l'edificio è costruita su resti di una torre d'epoca romana.
Dall'unico portale d'ingresso si accede all'interno della chiesa, suddivisa in tre navate separate da pilastri, con diverse cappelle laterali, transetto ed abside. Tra le principali opere d'arte conservate nella cattedrale, si devono menzionare le seguenti tele del XVII e XVIII secolo: il Martirio di san Bartolomeo del pittore polacco Taddeo Kuntze; i Santi Salome, Biagio e Demetrio del pittore Federico Buccatti (1604); nell'abside il Martirio dell'apostolo Andrea di Giuseppe Passeri. Nell'abside è un importante coro ligneo del 1624 che sostituì l'antico coro in pietra d'epoca romanica.
Ma la cattedrale deve la sua ricchezza artistica nonché la sua rinomanza mondiale per il Tesoro del duomo, parte del quale è conservato nella cappella del Tesoro nella navata destra. L'origine del tesoro risale al 1572, quando, per motivi di sicurezza, molte reliquie, contenute in oggetti artistici finemente lavorati in oro, argento e pietre preziose, furono trasferite dall'abbazia di Casamari nella cattedrale di Veroli. Successivamente il tesoro si è arricchito con altri oggetti provenienti dalla certosa di Trisulti e da altre chiese e luoghi della città. Tra le ricche opere d'arte del tesoro ricordiamo: una croce astile (XIII secolo) ove il Cristo è raffigurato con gli occhi aperti ed i piedi forati separatamente; un calice d'argento di fine Trecento; le reliquie di santa Salome, dei santi Giovanni e Paolo, di san Tommaso Becket in busti d'argento martellato o sbalzato; cofanetti d'avorio provenienti da Casamari, che dovevano essere in origine regali per nozze reali; un migliaio di pergamene, di cui le più antiche sono del IX secolo. Oltre alle suppellettili sacre, il tesoro conserva anche frammenti dell'antica cattedrale romanico-gotica.